# Highfield Road
Highfield Road Stadium je bil nogometni stadion v Coventryju, Anglija. Stadion je bil domovanje nogometnega kluba Coventry City F.C., po zaprtju tega stadiona pa se je klub preselil na stadion Ricoh Arena. Highfield Road je bil zgrajen leta 1899 v okrožju Hillfields, blizu mestnega središča. Zadnja tekma, ki je bila odigrana na tem stadionu je bila tekma med domačim Coventry Cityjem in Derby Countyjem, ki jo je 30. aprila 2005 dobil domači klub s 6:2. Zadnji gol na stadionu je dosegel domači nogometaš Andrew Whing. 
Highfield Road je bil prvi stadion v Angliji, ki je bil v celoti opremljen s sedeži, imel pa je tudi eno največjih travnatih površin. 
Najvišji obisk je bil zabeležen na tekmi domačega kluba proti Wolverhampton Wanderersom leta 1967, ko si je tekmo ogledalo 51.455 gledalcev. Zaradi potreb kluba po sodobnejšem stadionu so Highfield Road v začetku leta 2006 porušili. 

## Po rušenju
Prostor, kjer je nekoč stal stadion je prevzelo podjetje George Wimpey plc, ki naj bi na mestu, kjer je bilo poprej parkirišče in tribune zgradilo stanovanjski kompleks, prostor, kjer je bilo travnato igrišče pa naj bi na novo zasejali in ga obdržali kot otroško nogometno igrišče. 
- Pozidava
- Nove stavbe okoli igrišča
(datum fotografije april 2007)
- Pogled na vzhod vzdolž Thackhall Street aprila 2007; stadion se je nahajal na desni, parkirišče pa na levi